# Buckingham Township (comté de Bucks, Pennsylvanie)
Pour l’article homonyme, voir Buckingham Township (Iowa).
Buckingham Township est un township, situé dans le comté de Bucks, en Pennsylvanie, aux États-Unis,. En 2010, le township comptait une population de 20 075 habitants.

## Démographie
Lors du recensement de 2010, le township comptait une population de 20 075 habitants. Elle est estimée, en 2016, à 20 306 habitants.